# Бобслей на зимових Олімпійських іграх 1964
Змагання з бобслею на зимових Олімпійських іграх 1964 тривали з 31 до 7 лютого на трасі санно-бобслейного центру в Інсбруку (Австрія). Розіграно 2 комплекти нагород. Це було повернення бобслею в програму зимових Олімпійських ігор після його відсутності 1960 року.

## Таблиця медалей
| Місце              | Країна             | Золото | Срібло | Бронза | Загалом |
| ------------------ | ------------------ | ------ | ------ | ------ | ------- |
| 1                  | Велика Британія    | 1      | 0      | 0      | 1       |
| 1                  | Канада             | 1      | 0      | 0      | 1       |
| 3                  | Італія             | 0      | 1      | 2      | 3       |
| 4                  | Австрія            | 0      | 1      | 0      | 1       |
| Загалом (4 збірні) | Загалом (4 збірні) | 2      | 2      | 2      | 6       |

## Дисципліни
| Дисципліна          | Золото                                                      | Золото  | Срібло                                                                    | Срібло  | Бронза                                                                     | Бронза  |
| ------------------- | ----------------------------------------------------------- | ------- | ------------------------------------------------------------------------- | ------- | -------------------------------------------------------------------------- | ------- |
| Двійки (чоловіки)   | Велика Британія (GBR) Ентоні Неш Робін Томас Діксон         | 4:21.90 | Італія (ITA) Серджо Дзардіні Романо Бонагура                              | 4:22.02 | Італія (ITA) Еудженіо Монті Серджо Сьорпаес                                | 4:22.63 |
| Четвірки (чоловіки) | Канада (CAN) Пітер Кербі Дуґ Анакін Джон Емері Віктор Емері | 4:14.46 | Австрія (AUT) Ервін Талер Адольф Кокседер Йозеф Найрц Райнгольд Дурнталер | 4:15.48 | Італія (ITA) Еудженіо Монті Серджо Сьорпаес Беніто Рігоні Джильдо Сьорпаес | 4:15.60 |